# Tayloria schmidii
Tayloria schmidii là một loài rêu trong họ Splachnaceae. Loài này được (Müll. Hal.) Broth. mô tả khoa học đầu tiên năm 1903.